# Цвета
„Цвета“ е българска опера на композитора Георги Атанасов, завършена на 21 септември 1924 г.

## История на създаването
Сюжетът на „Цвета“ е по популярната драма „Македонска кървава сватба“ от Войдан Чернодрински. Този сюжет привлича Маестро Атанасов както със своя битов характер, така и с патриотичния си дух. Чернодрински се съгласява да напише либретото и преработва драмата от петактна в три действия и една картина, а след това в четири действия. Вдъхновеният композитор не изчаква Чернодрински да завърши либретото и започва да пише музиката на части (както му ги дава либретистът). Също като за операта „Гергана“ Маестро Атанасов търси темите си от фолклора, за да обрисува най-вярно и ярко музикалните образи. В партитурата той посочва всички по-главни теми отделно – както македонските, така и турските народни песни.
Композиторът завършва първия вариант на операта на 21 септември 1924 г. Тъй като по това време единственият оперен театър в България – Софийската опера, е свалила всички български опери от сцена под претекст, че художественото им равнище е много ниско, Маестро Атанасов е принуден да постави творбата си като оратория. Концертното изпълнение на „Цвета“, тогава носеща името на драмата, е изнесено на 24 октомври 1924 г., в салона на Военния клуб в София под диригентството на композитора. Концертът е посрещнат радушно от публиката и критиката и след една година (на 31 октомври 1925 г.) операта е поставена на сцената на частния оперетен Кооперативен театър (диригент Илия Стоянов, режисьор Стоил Стоилов). След изнасянето ѝ композиторът открива някои слабости в произведенито и го преработва почти изцяло, като вече го озаглавява „Цвета“. В този вид операта е поставена за първи път в Софийската народна опера на 18 март 1929 г., под диригентството на Венедикт Бобчевски.